# Furubira
Furubira (japanska: 古平町?, Furubira-chō) är en landskommun (köping) i Hokkaido prefektur i Japan.    